# Kamensk-Shakhtinsky
Kamensk-Shakhtinsky (tiếng Nga:) là một thành phố Nga. Thành phố này thuộc chủ thể Rostov Oblast. Thành phố có dân số 75.632 người (theo điều tra dân số năm 2002). Đây là thành phố lớn thứ 210 của Nga theo dân số năm 2002.